# Toulgoetodes
Toulgoetodes là một chi bướm đêm thuộc họ Crambidae.

## Các loài
- Toulgoetodes boudinoti Leraut, 1988
- Toulgoetodes pallida Leraut, 1988
- Toulgoetodes tersella (Zeller, 1872)
- Toulgoetodes toulgoeti Leraut, 1988